# 坪井仙次郎
坪井 仙次郎（つぼい せんじろう、1854年（安政元年） - 1945年（昭和20年））は、明治期の教育家。

## 経歴
紀伊新宮藩士坪井玄益の次男。江戸生まれ。13歳で開成所に入り、17歳で新銭座の慶應義塾に入る。1870年（明治3年）更進生として大学南校に転じ園田孝吉、田尻稲次郎、津田純一らと同門となり、1873年（明治6年）慶應義塾大阪分校の教員として赴任する。京都府師範学校、島根県師範学校、和歌山県師範学校を経て岐阜師範学校校長となり、1905年（明治38年）、大阪府立岸和田中学校長となる。

## 栄典
- 1910年（明治43年）12月26日 - 勲六等瑞宝章[1]